# 邓斌 (保定)
邓斌，中华人民共和国政治人物、全国脱贫攻坚先进个人。

## 生平
邓斌任保定市发展和改革委员会二级主任科员。因在脱贫攻坚战中作出突出贡献，2021年2月25日全国脱贫攻坚总结表彰大会上，邓斌被授予“全国脱贫攻坚先进个人”。